# Разширено колективно лицензиране
Разширеното колективно лицензиране (РКЛ) е закон за колективното управление на авторските права и лицензионните споразумения. Споразумението РКЛ по закон се прилага за всички носители на права, независимо дали са членове на колективната организация или не и определя условията на лицензи с потребители (или класове потребители). Първите закони и споразумения за РКЛ са въведени в скандинавските страни през 60-те години на миналия век за медийно излъчване.

## Разширено колективно лицензирани закони и споразумения
РКЛ е форма на колективно управление на права, при която законодателството позволяват договарянето на лицензите за авторско право. Законодателството на РКЛ е създадено за масово използване, при което договарянето с отделни притежатели на авторски права не е възможно поради голям обем. Съгласно законодателството на РКЛ, организациите за колективно управление на права могат да преговарят за споразумения от името на своите членове(а също и не-членове), тъй като законите позволяват на колективните организации да сключват споразумения от името на всички притежатели на права от дадена категория. След като колективните организации и ползвателя(например телевизионен оператор), договарят споразумение, то влиза в сила и обхваща само защитените с авторски права произведения, за употреби, посочени в лиценза за РКЛ.

## Разширено колективно лицензиране в Скандинавските държави
Първите закони за разширено колективно лицензиране (РКЛ) са установени в Дания, Финландия, Исландия, Норвегия и Швеция през 60-те години на миналия век. Организациите за колективно управление на права в тези държави преразглеждат законодателството за авторското право и предлагат РКЛ за използване на литературни и музикални произведения с авторски права в радио и телевизионния ефир. През последващите години РКЛ е разширен и обхваща други защитени с авторски права произведения, включително излъчването на предавания чрез повторения, услуги по заявка и масова дигитализация от библиотеките и т.н.
Автори, изпълнители, музиканти, издатели и продуценти се организират колективно в скандинавските страни и така имат високо членство в Колективните организации. Те си сътрудничат в много случаи. Според Даниел Жерве това са идеални условия за колективно управление на авторски права чрез РКЛ.

#### Северният модел
Докато отделните РКЛ закони и споразумения в скандинавските страни варират в зависимост от вида на защитените с авторски права произведения, скандинавският модел споделя следните характеристики:
- Законодателството на РКЛ предлага, Колективните организации да представляват собствениците на авторски права в определена област, както и че колективните организации могат да сключват договори, т.е. лицензи за авторски права, от името на своите членове[5]
- при определени условия, като например да представляват значителен брой притежатели на права, дружествата за колективно управление могат да подадат заявление за представяне на всички притежатели на права в определена категория защитени с авторски права произведения[6]
- Законодателството на РКЛ предвижда, че Колективните организации могат чрез безплатни преговори да сключат споразумение за РКЛ с потребителя за определени цели
- Законодателството на РКЛ предвижда, че това споразумение ще се прилага както за членове на колективните организации, така и за не членове.
- Законодателството на РКЛ изисква колективните организации да се държат с правоносителите, които не са членове, по същия начин, по който се отнасят към своите членове
- Законодателството на РКЛ дава право на не членове на индивидуално възнаграждение, т.е. плащане на роялти, от колективните организации
- РКЛ законите обикновено дават право на не членове да изключват своите произведения от РКЛ споразумения, така че колективните организации да не могат да лицензират тяхната работа по споразумение РКЛ
- РКЛ законите и споразуменията РКЛ гарантират, че ползвател, който е сключил РКЛ споразумение с колективното общество, не е обект на действия за нарушаване на авторски права във връзка с употребата, посочена в споразумението РКЛ (това не се отнася за произведения, които са обект на избор навън)[7]

### Разширено колективно лицензиране в Обединеното кралство
Британското правителство въвежда разширено колективно лицензиране в британското законодателство за авторското право през 2013 г. като част от Закон за предприятията и регулаторната реформа. Това отчасти е признание на факта, че колективните организации от десетилетия предлагат лицензи, които включват работата на не членове. Ако на правителството за колективно управление се предостави правото да управлява РКЛ, не членове могат да получават индивидуално възнаграждение (т.е. плащания на роялти), като пълноправените членове на колективното дружество. За разлика от някои скандинавски страни, не членуващите имат право да се откажат от всякакви предложени РКЛ. Обединеното кралство въвежда общо и гъвкаво право на колективните организации да управляват разширени колективни лицензи за много различни цели, стига да могат да докажат на правителството, че са достатъчно представителни за сектора, в който работят.

### Разширено колективно лицензиране в Чехия
Разширеното колективно лицензиране в Чехия обхваща употреби, толкова широки, колкото да се направят защитените с авторски права произведения достъпни от библиотеките до радио и телевизионните предавания.

### Европейско законодателство
Параграф 18 от увода на Директивата InfoSoc гласи, Директива 2001/29/EО относно хармонизирането на някои аспекти на авторското право и сродните му права в информационното общество (InfoSoc)
Включва следните опционални изключения и ограничения
Директива 2006/115/ЕО за правото на отдаване под наем и в заем (Public Lending Directive)
Директива 2012/28/ЕС относно някои разрешени начини на използване на осиротели произведения
Директива (EC) 2017/1564 за прилагане на Маракешкия договор в ЕС
Директива Директива 2019/790 за авторското право в цифровия единен пазар
задължителни изключения и ограничения
разширено колективно лицензиране (Extended Collective Licensing – ECL) на произведения извън търговско обращение. Той гласи, че:
„Държава членка може да предвиди, че колективен трудов договор между колективно дружество и излъчваща организация относно дадена категория произведения може да бъде разширен за притежателите на права от същата категория, които не са представени от колективното дружество, при условие че:
- комуникацията с обществеността чрез сателит симулира наземно излъчване от същия оператор
- непредставеният носител на права по всяко време има възможност да прекрати разширяването на колективния трудов договор за негови произведения и да упражни правата си индивидуално или колективно. "

### Примери
Много са примери за РКЛ в практиката, включително:
Телевизионни и радиопредавания в Исландия, Швеция, Норвегия, Финландия и Дания;
Дигитализирани, защитени от авторското право, документи от университети и библиотеки в Скандинавието са на основата на РКЛ. Пример за това е Bøkhylla проект на Националната библиотека на Норвегия, чиито намерения са да дигитализира всички книги в Националната библиотека и да ги направи достъпни онлайн.